# Landa (ort)
Landa är en ort i Spanien.   Den ligger i provinsen Bizkaia och regionen Baskien, i den norra delen av landet, 300 km norr om huvudstaden Madrid. Landa ligger 71 meter över havet och antalet invånare är 3 190.
Terrängen runt Landa är kuperad österut, men västerut är den platt. Havet är nära Landa åt nordväst.Runt Landa är det tätbefolkat, med 511 invånare per kvadratkilometer. Närmaste större samhälle är Bilbao, 13,5 km söder om Landa. Omgivningarna runt Landa är en mosaik av jordbruksmark och naturlig växtlighet.